# 2,4,6-吡啶三甲酸
2,4,6-吡啶三甲酸是一种有机化合物，化学式为C8H5NO6。它和稀土金属盐可以形成配合物。

## 制备
2,4,6-吡啶三甲酸可由高锰酸钾氧化2,4,6-三甲基吡啶得到。以重铬酸钠为氧化剂也能得到产物。